# Gelatoporiaceae
Gelatoporiaceae is een botanische naam, voor een familie van schimmels in de orde Polyporales. Het typegeslacht was Gelatoporia, maar deze is later heringedeeld naar de familie Meruliaceae. Volgens Global Biodiversity Information Facility is het enige geslacht Cinereomycetella , maar dit wordt niet gesteund door Index Fungorum die dit geslacht in de familie Polyporaceae plaatst. 
De volgende geslachten maken volgens Index Fungorum nog wel deel uit van deze familie:
- Cinereomyces - 3 soorten
- Obba - 3 soorten
- Sebipora - 1 soort